# Stephanollona
Stephanollona is een geslacht van mosdiertjes uit de familie van de Phidoloporidae en de orde Cheilostomatida.

## Soorten
- Stephanollona angusta Vieira, Gordon, Souza & Haddad, 2010
- Stephanollona arborescens Vieira, Gordon, Souza & Haddad, 2010
- Stephanollona armata Hincks, 1862)
- Stephanollona asper (Canu & Bassler, 1923)
- Stephanollona boreopacifica Yang, Seo & Gordon, 2018
- Stephanollona conchularum Winston, 2016
- Stephanollona contracta (Waters, 1899)
- Stephanollona cryptostoma (MacGillivray, 1885)
- Stephanollona eopacifica (Soule, Soule & Chaney, 1991)
- Stephanollona ignota (Hayward & Cook, 1983)
- Stephanollona longispinata (Busk, 1884)
- Stephanollona orbicularis (Hincks, 1881)
- Stephanollona propinqua Winston & Woollacott, 2009
- Stephanollona pulchra (MacGillivray, 1891)
- Stephanollona robustaspinosa Ramalho, Muricy & Taylor, 2011
- Stephanollona scintillans (Hincks, 1885)
- Stephanollona serrata (Osburn, 1912)

Niet geaccepteerde soorten:
- Stephanollona butleri (Brown, 1952) → Stephanollona scintillans (Hincks, 1885)
- Stephanollona elimata (Waters, 1887) → Plesiocleidochasma elimata (Waters, 1887)